# 5TD系列柴油机
5TD（烏克蘭語：5ТД）系列二冲程5缸柴油发动机，由阿列克谢·德米特里耶维奇·查罗姆斯基（羅馬化：Aleksey Dmitriyevich Charómskiy）领导，在哈尔科夫马雷舍夫工厂坦克发动机制造专业设计局制造。
多燃料发动机，用于T-64坦克的各种改装，具有高增压、液体冷却、直接燃油喷射、反向移动活塞、水平排列气缸（气缸直径120毫米，活塞冲程2x120毫米），5气缸，容量515—772 kW（700—1,050 PS）。具体取决于改装。

## 历史

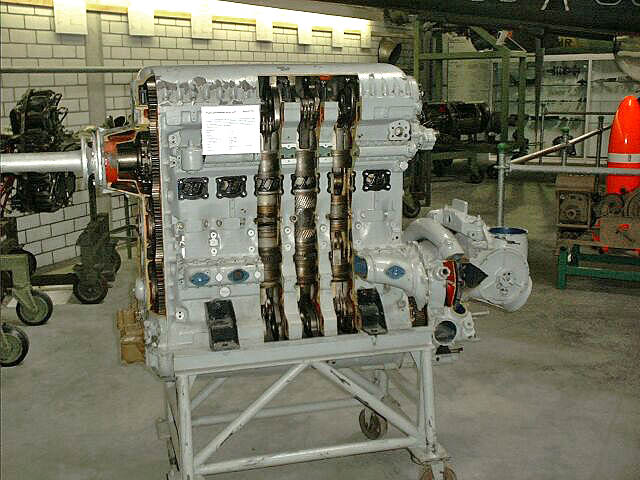
容克斯Jumo 205发动机剖面图

20世纪50年代初T-64坦克的开发过程中对发动机有了新的要求。新坦克的总设计师要求制造一个尺寸相对较小的紧凑型发动机舱。因此，当务之急是放弃传统的V型V-2坦克发动机。考虑的其中一个选项是由阿列克谢·德米特里耶维奇·查罗姆斯基开发的原型发动机，其原型是奖杯飞机发动机容克斯Ju 105（可能是容克斯Jumo 205）。不过，查罗姆斯基当时并没有实物的发动机，只有一个单缸二冲程柴油机的试验机。
1953年，阿列克谢·德米特里耶维奇·查罗姆斯基被派往哈尔科夫出差，在他的领导下制造了一台功率为480马力的四缸4TPD发动机。由于这个动力不够，所以需要再安装一个气缸，最终产生了容量为600马力的五缸柴油机5TD。
由于缺乏适当的条件以及需要从头开始生产发动机，第一批发动机存在许多缺陷，发动机连续工作时间高达100小时已实属不易。然而随着时间的推移，消除缺陷，并将5TDF发动机连续工作时间提高到500个小时成为可能。
5TDFMA发动机，功率1050马力。用于T-72坦克的现代化版本—T-72UA-1。新发动机依然使用了标准冷却系统，并且没有对坦克进行重大修改。发动机尺寸紧凑，可在发动机传动室中安装一个附加的EA-10-2动力装置，功率为10 kW，油耗为3.8公斤/小时。
鉴于乌克兰因俄罗斯武装侵略而面临的挑战，T-64（和T-64BV）坦克的进一步现代化工作得到了加强。例如2016年6月5TDF发动机实现了现代化升级。国有企业“哈尔科夫装甲厂”的柴油发动机实验站对5TDF发动机进行了现代化改造，新发动机配备了计算机信息收集系统。有了这款发动机，战车的行驶能力和动力源获得显著提升。
截至2018年9月，乌克兰企业对5TDF发动机进行了翻修，并建立了一些修复完毕的发动机库存。为此，乌克兰以前不生产的关键部件的生产得到了控制，因为乌克兰几乎所有装甲车的生产都需与俄罗斯合作。

## 相册

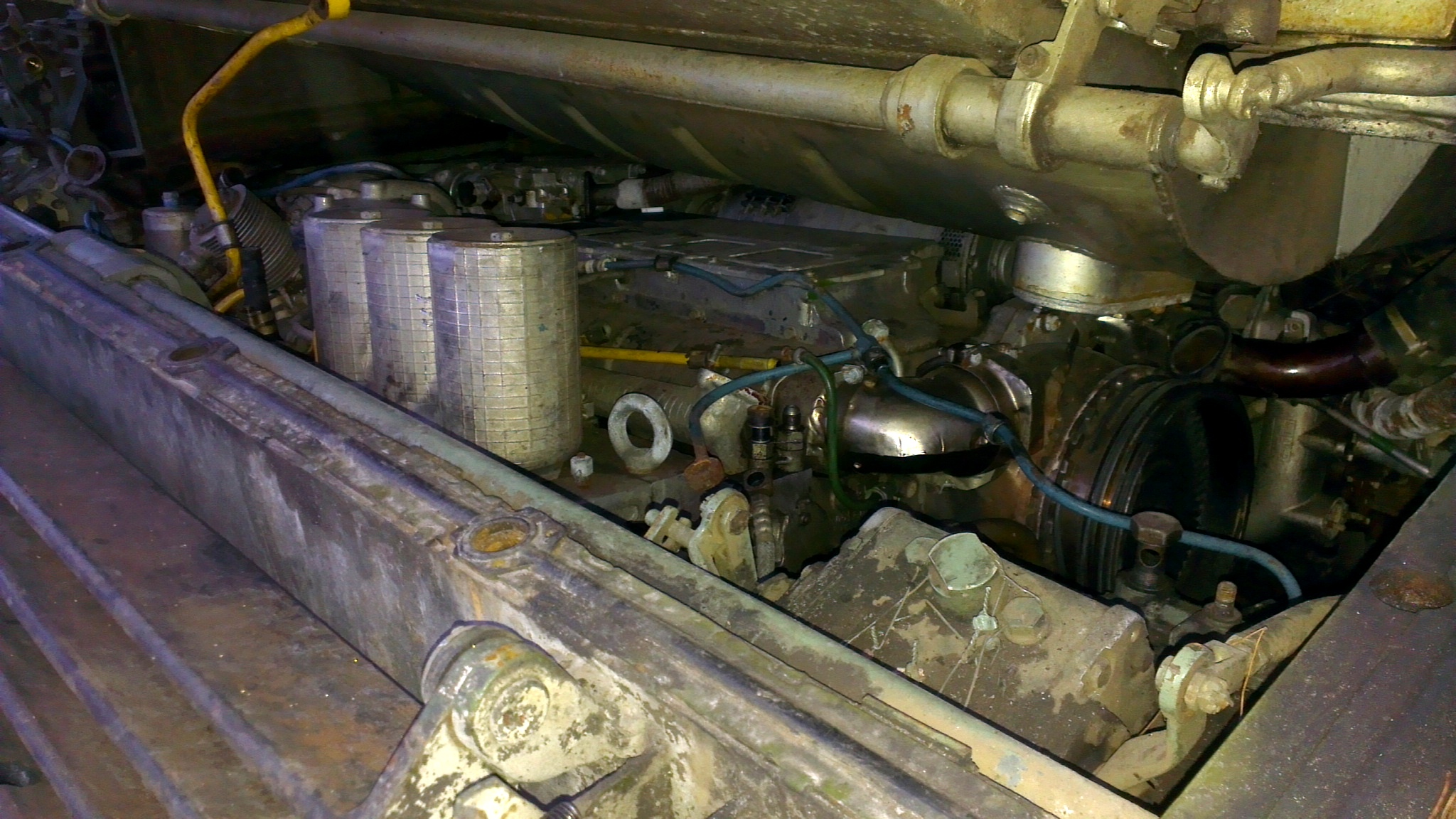
T-64BV坦克机动传动舱内的5TDF发动机，舱盖升起
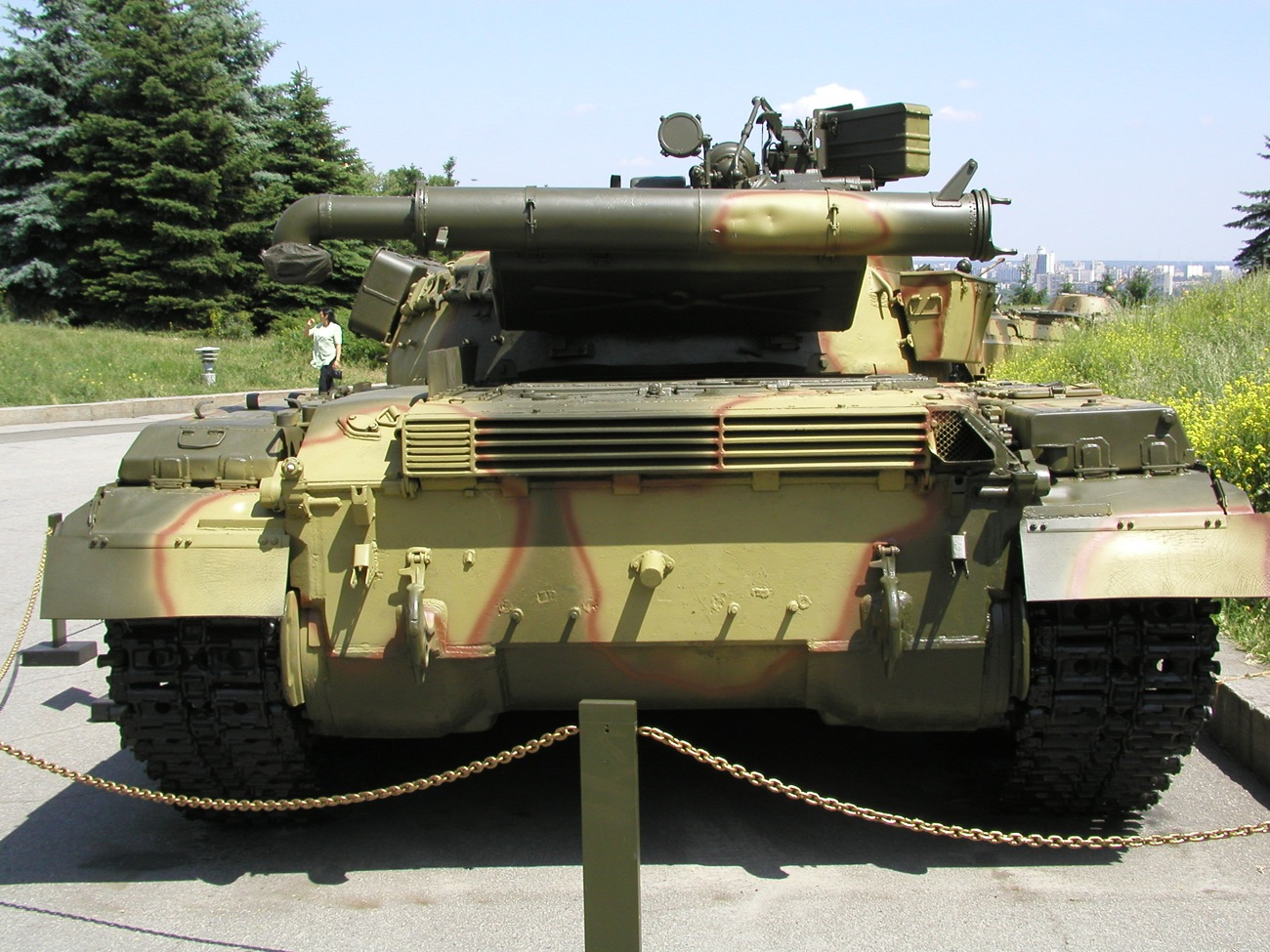
矩形开口由金属百叶窗保护——散热器冷却系统的喷射器排出孔，利用废气的能量，右侧可以看到废气排气管
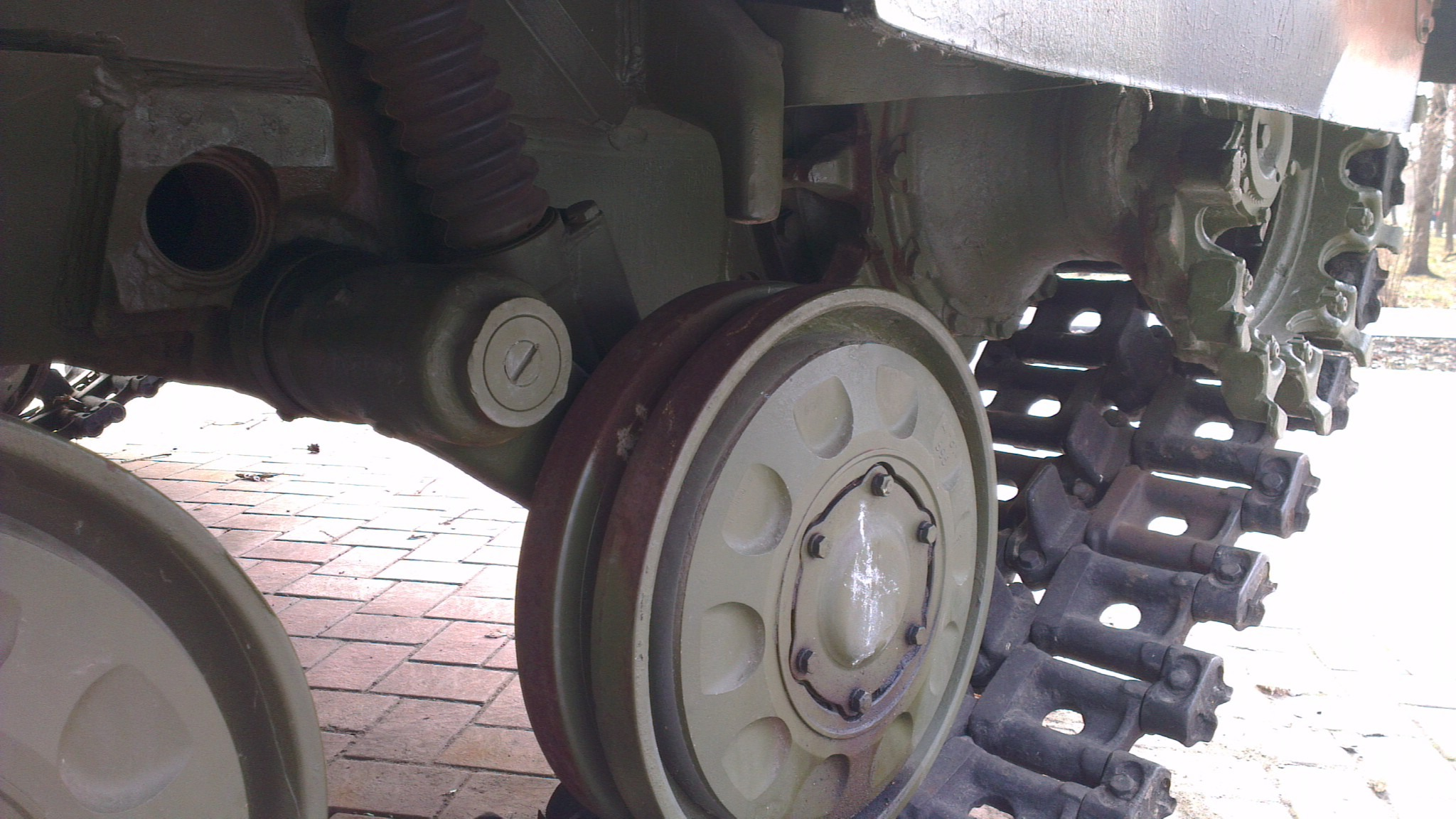
预热系统的排气孔位于坦克左侧最后一对承重轮之间

## 参数对比
| 参数               | 发动机        | 发动机                     | 发动机       |
| ------------------ | ------------- | -------------------------- | ------------ |
| 参数               | 5TDF          | 5TDFM                      | 5TDFMA       |
| 应用               | T-64, T-64BM2 | T-64, T-55, T-64BM“布拉特” | T-72UA-1     |
| 功率，马力         | 700           | 850                        | 1050         |
| 燃料消耗率，g/PS·h | 158           | 160                        | 153          |
| 净重，kg           | 1040          | 1040                       | 1040         |
| 尺寸，mm           | 1413×955×581  | 1413×955×581               | 1413×955×581 |

## 文献
- (PDF). 莫斯科: Воениздат. Министерство обороны СССР. 1977  [2024-05-27]. （原始内容存档 (PDF)于2024-12-01）.
  - 文章简明扼要的描述了5TD发动机
Тарасенко А. А.; Чернышев В. Л.; Чобиток В. В.  (PDF). Двигатель. № 2, 116. 2018: 32–37  [2018-06-21]. （原始内容 (PDF)存档于32018-06-13）.
- Чернышев В., Тарасенко А. . . 2000  [2015-03-20]. （原始内容存档于2015-03-16）.
- Е. А. Зубов. . ред. к.т.н. Н. И. Троицкий  (编).  (PDF). 莫斯科: НТЦ «Информтехника». 1995  [2024-05-27]. （原始内容存档 (PDF)于2024-11-30）.